# 뚱뚱한 목요일
뚱뚱한 목요일(Fat Thursday), 기름진 목요일(죠베디 그라쏘, Giovedi Grasso)은 사순절 전 마지막 목요일을 기념하는 일부 국가의 기독교 전통이며 사육제 축하와 관련이 있다. 사순절은 금식 기간이기 때문에 재의 수요일까지 이어지는 날은 부활절까지 잔치를 할 수 있는 마지막 기회(단순히 금지된 음식을 먹는 것을 포함)를 제공한다. 전통적으로 이 날은 식사에 전념하는 날로, 사람들이 친구나 친척들과 함께 집이나 카페에 모여 사순절 기간 동안 일반적으로 먹지 않는 과자, 케이크 및 기타 식사를 대량으로 먹는 날이다. 이날 제공되는 가장 인기 있는 전국 요리 중에는 폴란드나 베를리너의 폰치키(pączki), 로즈힙 잼을 채운 주먹 크기의 도넛, 가루 설탕을 곁들인 퍼프 페이스트리 핑거인 엔젤 윙(파워크키)이 있다.

## 같이 보기
- 마르디 그라
- 마슬레니차
- 팬케이크 데이